# Термінал «Ворота Арктики»
Термінал «Ворота Арктики» – спеціалізований порт на узбережжі Обської губи, призначений для вивозу рідких вуглеводнів гігантського Новопортівського нафтогазоконденсатного родовища.
Запаси рідких вуглеводнів розташованого на півострові Ямал Новопортівського родовища оцінили у 250 млн тонн, при цьому нафта вирізняється високою якістю та має вміст сірки лише 0,1%. Враховуючи це, а також відсутність на півострові інфраструктури для вивозу нафти, вирішили спорудити спеціалізований портовий термінал на східному узбережжі Ямалу в районі мису Кам’яний. Введення термінала' в дію припало на 2016 рік.
В межах проєкту в акваторії Обської губи за допомогою плавучого крана великої вантажопідйомності Oleg Strashnov встановили споруду баштового типу висотою 80 метрів, з яких 17 метрів розташовані під водою. Її кріплення забезпечують 12 паль, занурених у грунт на 85 метрів. Споруда має поворотну частину та стрілу довжиною 67 метрів, з якої на танкери заводять два рукава довжиною по 68 метрів.
Баштова споруда сполучена з береговою частиною двома трубопроводам довжиною по 5,5 км (з них 4 км підводна ділянка) та діаметром 720 мм. Подача ресурсу з родовища до терміналу відбувається по нафтопроводу завдовжки 105 км з діаметром 720 мм.
Річна пропускна здатність терміналу 8,5 млн тонн. 
Для вивозу нафти у важких льодових умовах в межах проєкт спорудили 6 танкерів вантажоємністю по 42 тисячі тонн із максимальною осадкою 9,5 метра. Вони здатні самостійно пересуватись у льоді завтовшки 1,8 метра, крім того, також спорудили два льодокола.